# George M. Dallas
George Mifflin Dallas (Filadelfia, 10 luglio 1792 – Filadelfia, 31 dicembre 1864) è stato un politico e diplomatico statunitense, membro del Partito Democratico. Fu l'11º Vicepresidente sotto la presidenza di James Knox Polk dal 1845 al 1849 ed ambasciatore in Russia ed in Gran Bretagna.